# Balud
Balud est une localité de la province de Masbate, aux Philippines. En 2015, elle compte 38 124 habitants.